# Ràkovo (Bélgorod)
|  | No s'ha de confondre amb Rakovo. |

Ràkovo - Раково (rus) - és un poble de l'óblast de Bélgorod, a Rússia. El 2010 tenia 179 habitants. Pertany al districte (raion) de Stroítel.